# Młyn w Prądniku
Młyn w Prądniku – obraz polskiego malarza Aleksandra Kotsisa z 1865-1870, znajdujący się w Galerii sztuki polskiej 1800-1945 Muzeum Śląskiego w Katowicach.
Artysta przedstawił młyn wodny. Użył techniki olejnej. Dzieło powstało w latach 1865–1870. Obraz ma wymiary 46 × 56 cm. Nie posiada sygnatury. Muzeum Śląskie w Katowicach zakupiło pejzaż w Antykwariacie Artystycznym „Tradycja” Franciszka Studzińskiego w Krakowie w 1928 roku. Muzealny numer inwentarzowy: MŚK/SzM/406.